# Mariposa (filme)
Mariposa é um filme argentino de 2015, do gênero drama romântico, do cineasta Marco Berger. A história explora a possibilidade de um pequeno incidente mudar radicalmente a vida de qualquer pessoa. É protagonizado por Ailín Salas e Javier De Pietro.

## Enredo
Uma borboleta, criatura que simboliza o renascimento, viaja entre dois mundos paralelos, protagonizados pelos mesmos personagens: Romina (Ailín Salas) e Germán (Javier De Pietro). Em uma realidade, eles crescem como irmãos que desejam um ao outro, tentando dar forma ao seu amor sem sexo. No outro, eles são um homem e uma mulher, que formam uma estranha amizade ao invés de assumir seus sentimentos. Germán tem uma relação conflituosa com Mariela (Malena Villa), cujo irmão está interessado em Bruno (Julian Infantino), namorado de Romina.

## Elenco
- Ailín Salas ... Romina
- Javier De Pietro ... Germán
- Julián Infantino ... Bruno
- Malena Villa ... Mariela
- Justo Calabria ... Juan Pablo
- Alejandra Herren ... Mãe de Romina
- Jorge Diez ... Pai de Germán
- Maria Laura Cali ... Mãe de Germán
- Javier Ulises Maestro ... Pai de Mariela
- Camila Romagnolo ... Amiga de Germán
- Lala Mendia ... Mãe de Mariela
- Antonia de Michelis ... Vendedora
- Pilar Fridman ... Mãe de Romina jovem
- Ezaquiel Almeida ... Pai de Germán jovem
- Manuela Iseas ... Mãe de Germán jovem
- Santos Diego Bautista ... Germán criança
- Amanda Argañaraz ... Romina bebê
- Nahuel de Anna ... Chico Plaza

## Produção e Recepção
Mariposa é a terceira parceria do diretor Marco Berger com o ator Javier De Pietro. A primeira havia sido dois anos antes, no filme Ausente, a estreia de Pietro no cinema. O ator ainda participou de um dos curtas de Berger da série Tensión Sexual, em 2012. 
Diferente das demais produções que Berger havia feito até então, Mariposa é o primeiro longa do diretor que não traz a temática LGBT como foco central da história, deixando-a em segundo plano com os personagens de Julián Infantino e Justo Calabria.
O jornalista Gaspar Zimerman, do Diario Clarín, da Argentina, disse em sua crítica que Marco Berger já havia demonstrado em filmes anteriores (Plan B, Ausente, Hawaii) ter uma sensibilidade especial para criar sutilmente jogos de sedução e rejeição, e Mariposa é o ápice dessa sua habilidade. E que, apesar de a história não ter um fim de acordo com seu desenvolvimento, Berger consegue mergulhar o espectador em um mundo excitante e inocente.
Mariposa ganhou o prêmio de Melhor Filme Latino-americano no Festival Internacional de Cinema de San Sebastián, na Espanha, além de quatro indicações na Associação de Críticos Argentinos de Cinema .

## Prêmios e Indicações
| Ano  | Premiação                                         | Categoria                     | Trabalho         | Resultado |
| ---- | ------------------------------------------------- | ----------------------------- | ---------------- | --------- |
| 2016 | Argentinean Film Critics Association Awards       | Melhor Roteiro Original       | Mariposa         | Indicado  |
| 2016 | Argentinean Film Critics Association Awards       | Melhor Montagem               | Mariposa         | Indicado  |
| 2016 | Argentinean Film Critics Association Awards       | Melhor Ator Revelação         | Julian Infantino | Indicado  |
| 2016 | Argentinean Film Critics Association Awards       | Melhor Atriz Revelação        | Malena Villa     | Indicado  |
| 2015 | Festival Internacional de Cinema de San Sebastián | Melhor Filme Latino-americano | Mariposa         | Venceu    |